# Fernando Dinarte Santos Silva
Fernando Dinarte Santos Silva (Funchal, 3 de Outubro de 1980) é um futebolista português, que joga actualmente no Club Sport Marítimo.